# Wilhelm Mannhardt
Wilhelm Mannhardt (1831, Friedrichstadt – 1880, Gdaňsk) byl německý etnolog, folklorista a mytolog. Společně s Johannem Gottfriedem Herderem, Jacobem Grimmem, Jamesem Frazerem a Stithem Thompsonem patří k nejvýznamnějším zastáncům folkloristického přístupu k mytologii, byl tím, kdo uvedl do studia germánské mytologie evolucionismus a prvním učencem se systematickým přístupem ke studiu rituálu. Výrazně ovlivnil především Jamese Frazera a jeho Zlatou ratolest.
Mannhardtův zájem o mytologii byl podnícen četbou Deutsche Mythologie Jacoba Grimma v dětství a z tohoto díla také vycházela jeho raná práce. Na rozdíl od Grimma však došel k závěru, že „nižší“ mytologie není pouhým pozůstatkem předkřesťanské germánské tradice, ale v čase se od nejstarších zásadně neměnící zvláštní vrstva mytologie. Ta byla spojena s rolnictvím, vegetačními kulty a animismem, zatímco „astrální“ mytologie s rozvinutým polytheismem vznikla až jejím rozvinutím. V tom navazoval na myšlení staršího etnologa Wilhelma Schwartze a koncepci přežitků (survivals) Edwarda Burnetta Tylora. Původně také následoval přístup dobové školy komparativní mytologie s jejím chápáním indoevropských božstev jako personifikací nebeských jevů, ale taktéž tento směr bádání s ohledem na kritické připomínky některých filologů zavrhl.
Jeho pozdější práce byla založena na sběru folklóru s rolnickou tematikou, kterému se věnoval od 60. let. Poslal zhruba sto padesáti tisíc dotazníků učitelům, farářům, zemědělským sdružením a vzdělávacím institucím v Německu, Francii a Skandinávii, dostalo se mu ale pouze kolem dvou tisíc odpovědí. Další data získal osobním dotazováním. Přesto jeho sbírka zůstávala nekompletní, především geograficky. Shromážděná data se v rámci svého výzkumu snažil zbavit pozdějších nánosů, například křesťanských a racionalistických.
Na získaných datech založil Mannhardt své nejvýznamnější dílo Wald- und Feldkulte „Lesní a polní kulty“, vydané v letech 1874 až 1877 ve dvou svazcích: Der Baumkultus der Germanen und ihrer Nachbarstämme: mythologische Untersuchungen „Stromový kult Germánů a sousedních kmenů: mytologická studie“ a Antike Wald- und Feldkulte aus nordeuropäischer Überlieferung erläutert „Vysvětlení antických lesních a polních kultů skrze severoevropskou tradici“. Základním konceptem práce je die Vegetationsdamon „vegetační démon“, který je personifikace rostlinstva či rostlinného života. V prvním svazku se Mannhardt zaobíral fenomény jako strom života, lesními bytostmi, jako jsou elfové a víly, a zvyky spojenými s jarními a sklizňovými slavnostmi: například stavěním májek nebo uplétáním posledního snopu. V druhém díle se zaměřil na podobné zvyky známé z antických pramenů, stejným tématem se zabývá jeho práce Mythologische Forschungen „Mytologický výzkum“, vydaná posmrtně, roku 1884. Otázka po původu analogií mezi severoevropskými a antickými zvyky nechával Mannhardt otevřenou. Připouštěl možnost společného původu, pozdější výpůjčky i nezávislého vzniku v podobných podmínkách. Za nejzazší pramen těchto zvyků ale považoval koncepci animace a personifikace, což se podle něho odrážela v dávání jmen stromům, ratolestem, snopům, figurínám a vegetací oděným lidem.